# Viktor Pivovarov
Viktor (Vitalij Dmitrijevič) Pivovarov (* 14. ledna 1937 Moskva) je ruský výtvarník žijící v Praze.

## Život
Viktor Dmitrievič Pivovarov se narodil v Moskvě (v tehdejším Sovětském svazu). V letech 1951–1957 navštěvoval Kalininovo moskevské umělecko-průmyslové učiliště. V roce 1962 absolvoval umělecké oddělení Moskevského polygrafického institutu u A. Gončarova. Dlouhá léta se věnoval ilustracím poezie a knih pro děti. Výtvarně doprovodil více než padesát knih a spolupracoval s časopisy Murzilka (Мурзилка) a Vesjolye kartinki (Весёлые картинки). Za ilustrace ke knize F. M. Dostojevského Sen směšného člověka byl v roce 1971 oceněn zlatou medailí na Mezinárodní výstavě knižního umění v Lipsku.

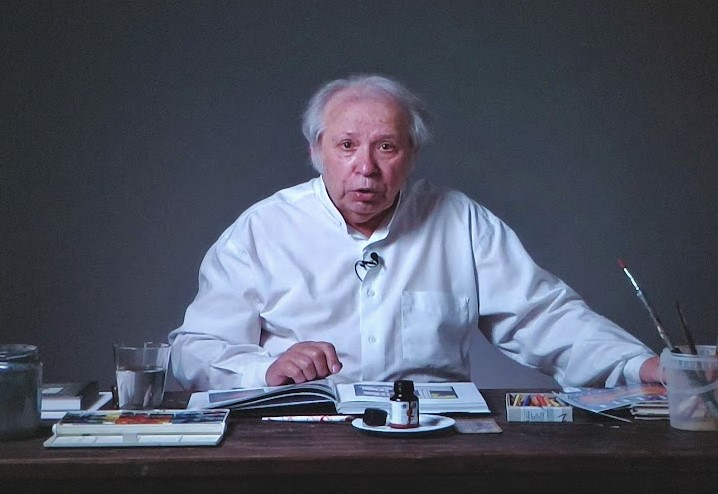
Viktor Pivovarov popisuje svou tvorbu na výstavě v Národní galerii v Praze, Veletržní palác 2021

Od roku 1967 byl spolu s Erikem Bulatovem, Vladimirem Jankilevským, Iljou Kabakovem a Eduardem Štejbergem členem moskevské skupiny Šretěnskij Bulvar. Působení v oblasti knižní ilustrace ovlivnilo východiska jeho volné umělecké tvorby, kdy spolu s Kabakovem rozvinuli koncepci tzv. alb, vnitřně sepjatých listů, kombinujících obraz s textem. Spolu s dalšími podobně naladěnými představiteli neoficiální umělecké scény byl zařazen mezi autory Moskevského konceptualismu, kteréžto pojmenování se ujalo díky obsahu článku teoretika umění a filosofa Borise Groyse z roku 1979. 
Od roku 1982 žije v Praze. O přestěhování z Moskvy do odlišného kulturního prostředí v roce 2020 řekl: „Zní to směšně, ale objevil jsem sám sebe. Byl jsem jako strom, vytrhnutý z půdy, ve které jsem vyrostl, a zasazený na jiné místo. Možná jsem ani nebyl zasazen, ten strom možná visel ve vzduchu. Musel jsem najít nový kořen. (...) První věc, kterou jsem tady v Čechách objevil, byla prázdnota. A díky tomu jsem objevil, že jsem si z domova něco i vyvezl: své dětství. (...) Z něj jsem začal podruhé růst. Byl to vzrušující objev.”
Jeho první manželka Irina Michajlovna Pivovarova je básnířka a autorka dětských knih. Syn Pavel Viktorovič Pepperštejn je mezinárodně uznávaným spisovatelem, výtvarným umělcem, kritikem a teoretikem umění. Současnou Pivovarovovou manželkou je česká kurátorka a teoretička umění Milena Slavická, s níž se seznámil v roce 1978, během její pracovní návštěvy Moskvy.
Dnes je jeho tvorba ceněna v Česku i Rusku. Jeho výstavy se konaly také v Německu, Rakousku, Maďarsku, USA, Itálii nebo na Slovensku. V roce 1999 se stal laureátem Ceny Revolver revue.

## Dílo

### Ilustrace knih
V roce 1967 vytvořil sérii monotypů Pokušení svatého Antonína, kterou považuje za počátek svého díla. Ilustroval přes padesát dětských knih, před přesídlením do Prahy vytvořil ilustrace k ruskému překladu povídky Anička skřítek a Slaměný Hubert (Анечка Невеличка и Соломенный Губерт) od Vítězslava Nezvala. Ilustroval více než padesát knih a spolupracoval s časopisy Murzilka (Мурзилка) a Vesjolye kartinki (Весёлые картинки). V roce 1989 vyšel v Československém spisovateli v Praze výběr z poezie Borise Pasternaka Hvězdný déšť s Pivovarovými ilustracemi.

### Literární tvorba
Viktor Pivovarov je autorem několika knih, které vyšly v ruštině. Z jeho vlastní literární tvorby byla do češtiny přeložena kniha pro děti Velké a malé (Albatros, 1982). V roce 2018 vydalo nakladatelství Torst jeho autobiografickou knihu Zamilovaný agent. V originále poprvé vyšla v roce 2001 a pro české vydání byla rozšířena o části, věnované českých kolegům a kolegyním.  

## Zastoupení ve sbírkách
- Národní galerie v Praze
- Galerie umění Karlovy Vary
- Oblastní galerie v Liberci
- Galerie výtvarného umění v Náchodě
- Muzeum umění a designu Benešov
- Muzeum Dostojevského, Petrohrad
- Státní ruské muzeum, Petrohrad
- Státní Treťjakovská galerie, Moskva
- Úřad městské části Praha 8, odbor kultury, Praha

## Ocenění ve vlasti
Ruské zdroje označily Viktora Pivovarova za "klasika moskevského konceptualismu". V zemi mu byly uspořádány čtyři velké výstavy:
- 2016 След улитки (Šnečí stopa), Muzeum současného umění Garage, Moskva
- 2011 Они (Oni). Moskevské muzeum současného umění
- 2006 Едоки лимонов (Jedlíci citronů). Moskevské muzeum současného umění
- 2004 Шаги механика (Mechanikovy kroky). Treťjakovská galerie v Moskvě a Státní ruské muzeum v Petrohradu

Menší výstavy Viktora Pivovarova v Moskvě se konaly v letech 1993 a 1996.

## Výstavy v České republice a Československu
- 2022 Zimní jablko, Sophistica Gallery, Praha
- 2021 Viktor Pivovarov: Moskevská gotika. Veletržní palác, Národní galerie Praha[15]
- 2017 Český Pivovarov. hunt kastner artworks, Praha
- 2017 Dědečku, viděl jsi Boha? Galerie Klatovy / Klenová
- 2014 Cake and Lemmon Eaters. Galerie Rudolfinum, Praha[16]
- 2010 Oni. Moravská galerie v Brně
- 2009 Šváb k večeři. Galerie Jiří Švestka, Praha
- 2009 Oni. Východočeská galerie v Pardubicích
- 2005 Lišky a slavnosti. AP Ateliér Josefa Pleskota, Praha
- 2004 Temné pokoje. Galerie Pecka, Praha
- 2004 Morče a kouzelník. Galerie ad astra, Kuřim
- 2001 Eidos s kapkou krve. Galerie Ztichlá klika, Praha
- 1998 Některé podrobnosti melancholie. Galerie Šternberk
- 1998 Ost-trava. Výstavní síň Sokolská 26, Ostrava
- 1998 Nebeský Chelm. Galerie Václava Špály, Praha
- 1997 Metempsychóza. Národní technické muzeum v Praze
- 1996 Soňa a andělé. Galerie Rudolfinum, Praha
- 1996 Metempsychóza. Galerie U Dobrého pastýře, Brno
- 1996 Hry na vodě. Galerie Sýpka, Brno
- 1995 I’m Animal. Window Gallery, Praha
- 1995 Neztracené iluze. Galerie Ruce, Praha
- 1995 Skupina Jauza. Galerie Ve Dvoře, Veselí nad Moravou
- 1994 Kresby a akvarely. Galerie Planá, Planá u Mariánských Lázní
- 1992 Neomezené možnosti malby. Galerie Behémót, Praha
- 1992 Malé radosti velkého smutku. Kulturní centrum Opatov, Praha
- 1990 Obraz a text. Dům umění města Brna
- 1989 Retrospektivní výstava. Lidový dům ve Vysočanech, Praha
- 1988 Kresby a akvarely. Kulturní centrum Opatov, Praha
- 1987 Výstava ilustrací. Památník národního písemnictví, Praha
- 1984 Kresby a akvarely. Ústav makromolekulární chemie, Praha
- 1984 Obrazy 1981–1984. Ústřední kulturní dům železničářů, Praha